# محصول کشاورزی

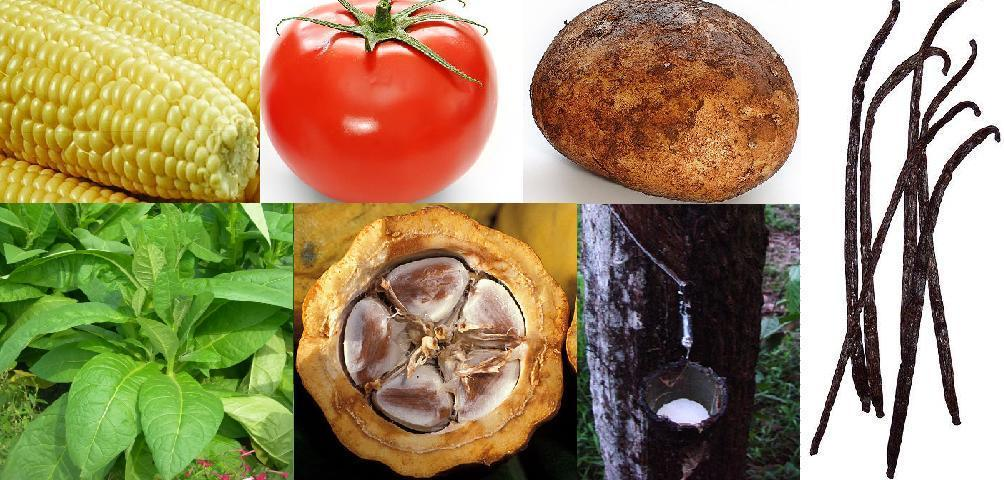
گیاهان اهلی

محصول کشاورزی (به انگلیسی: Crop) به گیاهی خودرو یا کشت شده گفته می‌شود که محصول آن در مراحل خاصی از رشد گیاه توسط انسان برداشت می‌شود. گیاهانی که کشت نشده اما محصول آن‌ها برداشت می‌شود، به مانند گیاهانی که کشت می‌شوند اما محصول آن‌ها هرگز برداشت نمی‌شود، در واقع به عنوان محصولات کشاورزی طبقه‌بندی نمی‌شوند. گل‌ها در رده محصولات کشاورزی طبقه‌بندی می‌شوند زیرا زمانی که مورد کاشت قرار می‌گیرند، برداشت آن‌ها اهداف زیباشناختی را در بر می‌گیرد. محصولات کشاورزی به گیاهانی اشاره می‌کند که در مقیاس وسیع برای تأمین غذا، پوشاک و سایر کاربردهای بشر کاشته می‌شوند. محصولات کشاورزی گونه‌های غیر جانوری یا واریته‌هایی کشت شده هستند که برای مصارفی به مانند غذا، علوفه دام، سوخت یا برای هر هدف اقتصادی دیگر (به عنوان مثال برای استفاده در ساخت رنگ‌ها، داروها، و لوازم آرایشی و بهداشتی) برداشت می‌شوند.
عمده‌ترین محصولات کشاورزی عبارتند از: گندم، ذرت، نیشکر، برنج، سیب زمینی، سویا، پنبه، یونجه و کدو تنبل. در حالی که اصطلاح محصول کشاورزی اغلب به گیاهان اشاره دارد اما می‌تواند دیگر گونه‌های زیست‌شناختی را نیز دربر بگیرد. برای مثال، قارچ شیتاکه که در رده قارچ‌ها قرار دارد، یک محصول کشاورزی نامیده می‌شود. علاوه بر این، گونه‌های خاصی از جلبک‌ها نیز کاشته می‌شوند، هرچند، گاهی برداشت محصول از موارد وحشی و خودرو هم صورت می‌گیرد. در مقابل، گونه‌های جانوری که توسط انسان پرورش داده می‌شوند به جز مواردی که به عنوان حیوانات خانگی نگهداری می‌شوند، دام نامیده می‌شوند. گونه‌های میکروبی مانند باکتری‌ها و ویروس‌ها به کشت‌های (آزمایشگاهی) اشاره می‌کنند. به‌طور معمول میکروب‌ها برای مصارف غذایی کشت نمی‌شوند، اما در عوض برای تغییر مواد غذایی مصرف می‌گردند. به عنوان مثال، باکتری‌ها برای تخمیر شیر به ماست مورد استفاده قرار می‌گیرد.